# Ладижинська волость (Гайсинський повіт)
Ладижинська волость — історична адміністративно-територіальна одиниця Гайсинського повіту Подільської губернії з центром у містечку Ладижин.
Станом на 1885 рік складалася з 11 поселень, 13 сільських громад. Населення — 17438 осіб (8556 чоловічої статі та 8882 — жіночої), 2581 дворове господарство.
|                     | Площа, десятин | У тому числі орної, дес. |
| ------------------- | -------------- | ------------------------ |
| Сільських громад    | 19941          | 14937                    |
| Приватної власності | 4604           | 3074                     |
| Казенної власності  | 2988           | 102                      |
| Іншої власності     | 497            | 343                      |
| Загалом             | 28030          | 18456                    |

Основні поселення волості:
- Ладижин — колишнє військове містечко при річках Буг і Сільниця за 17 верст від повітового міста, 2566 осіб, 535 дворових господарств, 2 православні церкви, костел, синагога, 2 єврейських молитовних будинки, школа, 7 постоялих дворів, 15 постоялих будинків, 11 лавок, 3 водяних млини, 3 шкіряних і винокурний заводи, 7 суконних фабрик, базари через 2 тижні.
- Білоусівка — колишнє власницьке село при річці Сільниця, 1557 осіб, 212 дворових господарств, православна церква, школа, постоялий двір, постоялий будинок, 2 водяних млини, винокурний завод.
- Губник — колишнє власницьке село при річці Буг, 2681 особа, 436 дворових господарств, православна церква, школа, 3 постоялих будинки.
- Ладижинські Хутори — колишнє власницьке село, 1009 осіб, 157 дворових господарств, православна церква, постоялий будинок, кузня.
- Лукашівка — колишнє власницьке село при річці Сільниця, 1003 особи, 126 дворових господарств, православна церква, постоялий двір, постоялий будинок.
- Маньківка — колишнє власницьке село при річці Буг, 2681 особа, 436 дворових господарств, православна церква, школа, 3 постоялих будинки.
- Паланка — колишнє власницьке село при річках Красна Гора та Шпиль, 1165 осіб, 162 дворових господарства, православна церква, постоялий будинок.
- Скибинці — колишнє військове поселення при річці Буг, 543 особи, 107 дворових господарств, православна церква, постоялий будинок.
- Уляниця — колишнє власницьке село при річках Київець та Шуроток, 2421 особа, 466 дворових господарств, православна церква, школа, постоялий будинок.
- Четвертинівка — колишнє військове поселення при річках Ботолик та Рудавня, 2679 осіб, 517 дворових господарств, православна церква, школа, 3 постоялих будинки.